# Еліягу Ґолдратт
Еліягу Ґолдратт (англ. Eliyahu Moshe Goldratt, 31 березня 1947 — 11 червня 2011) — ізраїльський фізик, економіст, інженер, письменник, гуру з управління бізнесом. Є автором «оптимізованих виробничих технік», «теорії обмежень» (TOC — Theory of Constraints), інструменту «управління проектами критичного ланцюжка» (CCPM) та інших TOC-практик. За життя написав низку науково-популярних праць, в основному про застосування теорії обмежень до виробничих, інженерних та інших бізнес-процесів.

## Біографія
Еліягу Ґолдратт народився в Британському мандаті у Палестині, в родині раввинів. Є сином відомого журналіста та політичного діяча Авраама-Йегуди Ґолдратта (1912-1973), за рік до створення сучасного Ізраїлю. Отримав ступінь бакалавра в Тель-Авівському університеті, також має ступінь магістра та доктора філософії Бар-Іланського університету. З кінця 70-х Е. Ґолдратт працював у сфері розробки програмного забезпечення, спрямованого на оптимізацію технологій виробництва.

## Письменницька діяльність
Еліягу Ґолдратт опублікував низку видань по бізнесу та теорії обмежень. Найбільш популярна книга «Мета» (Goal), яка була вперше опублікована в 1984 році. Головний герой - менеджер, який відповідає за проблемні виробничі операції. У будь-який момент одне конкретне обмеження (наприклад, недостатня потужність на верстаті) зменшує загальну пропускну здатність системи, і коли таке обмеження вступає в силу, інше - стає критичним. Сюжет історії Ґолдратта обертається навколо визначення поточного обмеження та його покращення з ціллю досягнення високих результатів виробництва. Посібник перекладено багатьма мовами світу. Українською мовою книгу «Мета. Процес безперервного вдосконалення» опубліковало в 2019 році видавництво «Наш Формат». Саме вона принесла автору світову популярність та допомогла закарбуватися Теорії обмежень.
Е. Ґолдратт також є автором низки публікацій, бізнес-новел та більше 10 книг, 3 з яких перекладено російською. 

## Переклад українською
- Еліягу Ґолдратт. Мета. Процес безперервного вдосконалення / Еліягу Ґолдратт, Джефф Кокс / пер. Ірина Ємельянова. — К.: Наш Формат, 2019. — 448 с. — ISBN 978-617-7552-92-4.